# Anemometru

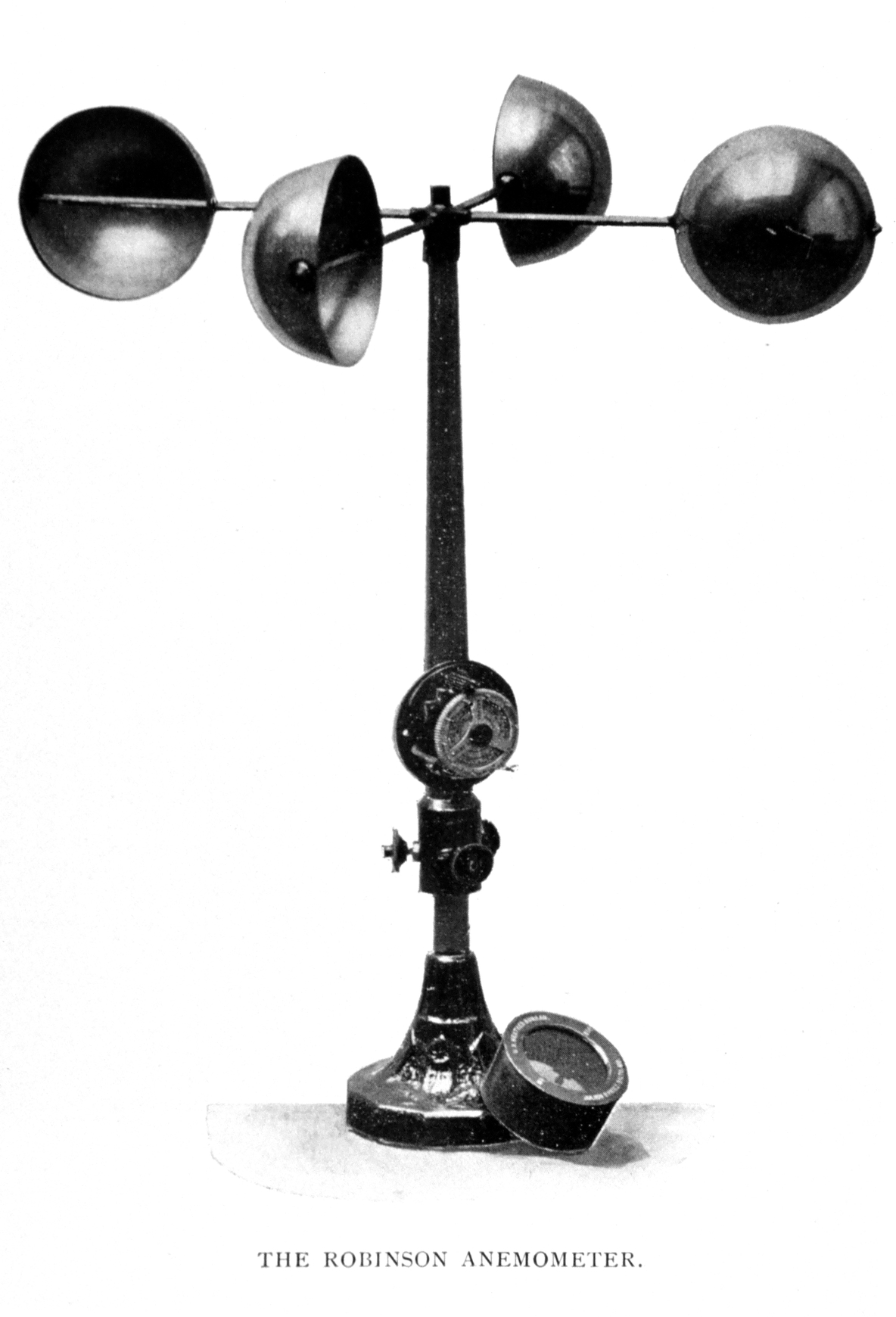
Anemometru cu cupe sferice inventat în 1846 de John Thomas Romney Robinson

Anemometrul este un instrument de măsură cu ajutorul căruia se măsoară, de regulă, viteza vântului, dar și viteza unui avion în zbor în raport cu aerul.
Anemometrele sunt de mai multe tipuri:
- Anemometru cu cupe, cel mai răspândit, este compus din patru cupe emisferice montate pe un ax, care acționează la cel mai mic curent de aer. Prin înregistrarea numărului de rotații într-un interval de timp se poate calcula viteza medie a curentului de aer (vântului).
- Anemometru cu palete are piesa receptoare formată dintr-un număr de palete fixate radial pe ax.
- Anemometru digital cu fir cald.

În lipsa unui anemometru, pe mare, este utilizată o scară empirică pentru evaluarea vizuală a vitezei vântului, denumită Scara Beaufort.
Un anemometru dotat cu mijloace de înregistrare a rezultatelor citirilor se numește anemograf.
Aparatul care arată direcția vântului, utilizat de regulă împreună cu anemometrul, se numește anemoscop.
Ramura aerodinamicii care măsoară viteza gazelor în conducte, a aerului în atmosferă, a unui avion în aer se numește anemometrie.